# Коросташевич, Леонид Алексеевич
Леонид Алексеевич Коросташевич (13 февраля 1939 — 4 марта 2024) — советский гандбольный тренер, заслуженный тренер СССР. Основатель и первый тренер волгоградского гандбольного клуба «Каустик» в 1976—2001 годах.

## Тренерская карьера
Родился 13 февраля 1939 года. В юности увлекался баскетболом, играл за киевский клуб СКА. Выступал за баскетбольную сборную Черкасской области вместе с Виленом Копейкиным, также будущим гандбольным тренером. Поступил в Тюменское военно-инженерное училище, однако вскоре перевёлся оттуда в Омский институт физической культуры, который и окончил. Некоторое время играл в гандбол по правилам 11x11 в УССР; срочную службу проходил в Черкассах, где выступал в первенстве области.
Коросташевич также работал на Спартакиаде школьников в качестве главного судьи зональных соревнований. По словам тренера школы при московском Дворце пионеров Вилена Копейкина, который работал со сборной Москвы 1955 г.р., Коросташевичу однажды дали «чёткую установку» сделать так, чтобы подопечные Копейкина не вышли в финал. Однако Коросташевич, хорошо знавший Копейкина, не пошёл на эту установку, за что подвергся остракизму со стороны ряда спортивных чиновников.
В конце 1972 года Коросташевич приехал в Волгоград, где начал работать с гандболистами в детской школе Красноармейского района, на самом юге города. В его первый набор вошли юноши 1958—1959 годов рождения. Занятия он проводил в зале в Доме пионеров: его рабочий день начинался в 7:30, а возвращался домой он в районе 22:30. Первым помощником Коросташевича стал его однокурсник по Омскому институту физкультуры Анатолий Иванов, позже в тренерский штаб вошли Виктор Литвяк и Вячеслав Кириленко.
В 1976 году команда Коросташевича, играя под именем ДЮСШ Волгограда, выиграла переходный турнир за выход в класс «А» первенства РСФСР, и именно с этого момента отсчитывается история гандбольного клуба «Каустик»: Коросташевич сумел заинтересовать руководство одноимённого завода, взявшее шефство над командой. Команда взяла у завода имя и в дальнейшем выступала именно под этим названием, не меняя его ни разу. С этим клубом Коросташевич вышел в 1980 году в Первую лигу СССР, а в 1987 году — в Высшую лигу, хотя уже первый сезон в Высшей лиге закончился для команды выбыванием (клуб занял 11-е место и проиграл переходный турнир, уступив клубам «Кунцево» и «Гранитас»). В 1991 году клуб вернулся в Высшую лигу. В чемпионате России в 1994 и 1995 годах завоёвывал с ним серебряные медали, а затем на протяжении четырёх сезонов подряд (1996, 1997, 1998 и 1999) выигрывал титул чемпиона страны.
В разные годы с Коросташевичем работали Вячеслав Кириленко, Виктор Литвяк, Владимир Крайнов, Николай Измайлов и Александр Белим. Работавший под руководством Леонида Алексеевича Дмитрий Бочарников в 2012—2019 годах был главным тренером «Каустика», снова заняв эту должность в 2023 году. Также среди помощников Леонида Алексеевича был заслуженный тренер России Александр Алексеев, который работал со вторым составом «Каустика».
Коросташевич также работал в тренерском штабе сборной России под руководством Владимира Максимова, которая выиграла чемпионат мира в 1993 году и чемпионат Европы в 1996 году, а также заняла 5-е место на Олимпиаде в Атланте. Среди воспитанников Коросташевича были участники и победители гандбольных чемпионатов Европы и мира, а также три олимпийских чемпиона — Игорь Васильев, Олег Гребнев и Сергей Погорелов. Ряд его воспитанников стали тренерами российских клубов Суперлиги (в том числе Олег Кулешов, Александр Алексеев и Павел Гуськов).
С командой он работал без перерывов с 1976 по 2001 годы. Команду он покинул 30 марта 2001 года после того, как было опубликовано письмо игроков «Каустика», не желавших работать под руководством Коросташевича: незадолго до этого «Каустик» впервые за 8 лет проиграл подопечным Максимова.[каким?] Со слов Коросташевича, затем его приглашали в Петербург, чтобы помочь местному клубу попасть в шестёрку лучших, но команда остановилась на расстоянии одного очка от заветного результата.

## Тренерский стиль
По свидетельствам тренера Вячеслава Кириленко, Коросташевич после завершения работы с учениками первого набора из спортивной школы Волгограда отправил в разные школы их самих, благодаря чему вовлёк в развитие гандбола весь Красноармейский район, а вскоре организовал соревнования между командами своих учеников. Его подопечный Александр Алексеев выделял дисциплинированность как важнейшую черту характера Леонида Алексеевича, поскольку тот никогда не опаздывал на тренировки. Сам Леонид Алексеевич утверждал, что за свою карьеру не приглашал в команду ни одного легионера или представителя другого клуба, за исключением двух игроков ростовского «Источника».
Игравший под руководством Коросташевича Владимир Толкачёв рассказывал, что игроки тренировались по три раза в день в течение всего сезона. Среди разработанных Коросташевичем упражнений было упражнение с элементом под условным названием «мартыхан» — тренер крутил на верёвке тяжёлый мяч, а игроку необходимо было быстро вставать из положения лёжа. Это упражнение, по словам Толкачёва, Леонид Алексеевич заимствовал у японской олимпийской сборной по волейболу.
От своих учеников Коросташевич удостаивался высоких оценок за подготовку многих высококлассных игроков и за множество одержанных побед на разных уровнях. По словам Александра Алексеева, Леонид Коросташевич внёс такой же вклад в развитие мужского гандбола в Волгограде, как Левон Акопян в развитие женского. По мнению игрока и тренера Дмитрия Бочарникова, Коросташевич является одним из столпов советского и российского гандбола наряду с Владимиром Гладченко и Валентином Шияном.

## После карьеры
После выхода на пенсию он проживал в Волгограде, но далеко от зала «Каустика». С супругой познакомился во время учёбы в Омском институте физической культуры и прожил вместе почти 60 лет: жена занималась гимнастикой, позже стала тренером.
Скончался 4 марта 2024 года. Прощание состоялось 7 марта в Волгограде на Красноармейском кладбище.

## Награды
- Заслуженный тренер СССР[4][1]
- Орден «За заслуги перед Отечеством» II степени (1996)[1]
- Почётный знак города-героя Волгограда «За верность Отечеству»[1]